# Talmay
Talmay é uma comuna francesa na região administrativa da Borgonha-Franco-Condado, no departamento de Côte-d'Or. Estende-se por uma área de 21,71 km². Em 2010 a comuna tinha 585 habitantes (densidade: 26,9 hab./km²).